# جون كوميسكي (سياسي)
جون كوميسكي هو سياسي أمريكي، (و. 1826 – 1900 م). نشط حزبياً في الحزب الديمقراطي.